# I misteri di Pemberley
I misteri di Pemberley (Death Comes to Pemberley) è una miniserie televisiva britannica in 4 puntate, basata sul romanzo di P. D. James Morte a Pemberley. Il romanzo era basato sullo stile e sui personaggi di Orgoglio e pregiudizio di Jane Austen.
La miniserie è stata trasmessa su BBC One dal 26 al 28 dicembre 2013.
In Italia è andata in onda su La EFFE il 21 e 28 dicembre 2018.

## Trama
Giugno 1803, sei anni dopo il matrimonio di Fitzwilliam Darcy e Elizabeth Bennet, come raccontato in Orgoglio e pregiudizio.
Una sera George Wickham e sua moglie Lydia (la sorella di Elizabeth) viaggiano in carrozza a Pemberly per un ballo con il capitano Denny. Wickham e Denny hanno una discussione e lasciano la carrozza con rabbia. I due uomini scompaiono nel bosco, dove Lydia sente due spari. Dopo essere stato informato, Darcy invia una squadra di ricerca, che trova Wickham sconvolto e isterico, che tiene il corpo di Denny e incolpa se stesso per il suo omicidio.

## Puntate
| nº | Titolo originale | Prima TV UK      | Prima TV Italia  |
| -- | ---------------- | ---------------- | ---------------- |
| 1  | Episode One      | 26 dicembre 2013 | 21 dicembre 2018 |
| 2  | Episode Two      | 27 dicembre 2013 | 21 dicembre 2018 |
| 3  | Episode Three    | 28 dicembre 2013 | 28 dicembre 2018 |

## Personaggi e interpreti

### Principali
- Fitzwilliam Darcy, interpretato da Matthew Rhys, doppiato da Francesco Pezzulli.
- Elizabeth Bennet, interpretata da Anna Maxwell Martin, doppiata da Chiara Colizzi.
- George Wickham, interpretato da Matthew Goode, doppiato da Gianfranco Miranda.
- Lydia Wickham, interpretata da Jenna Coleman, doppiata da Myriam Catania.
- Colonnello Fitzwilliam, interpretato da Tom Ward, doppiato da Riccardo Scarafoni.
- Signora Bennet, interpretata da Rebecca Front, doppiata da Franca D'Amato.
- Signor Bennet, interpretato da James Fleet, doppiato da Stefano Mondini.
- Georgiana Darcy, interpretata da Eleanor Tomlinson, doppiata da Elena Perino.
- Henry Alveston, interpretato da James Norton, doppiato da Andrea Mete.
- Louisa Bidwell, interpretata da Nichola Burley, doppiata da Isabella Benassi.
- Sir Selwyn Hardcastle, interpretato da Trevor Eve, doppiato da Stefano De Sando.
- Lady Catherine de Bourgh, interpretata da Penelope Keith

### Secondari
- Signora Reynolds, interpretata da Joanna Scanlan, doppiata da Antonella Giannini.
- Jane Bingley, interpretata da Alexandra Moen
- Signor Bidwell, interpretato da Philip Martin Brown
- Signora Bidwell, interpretata da Jennifer Hennessy
- Dottor McFee, interpretato da Kevin Eldon
- William "Will" Bidwell, interpretato da Lewis Rainer
- Eleanor Younge, interpretata da Mariah Gale, doppiata da Letizia Scifoni.
- Capitano Martin Denny, interpretato da Tom Canton, doppiato da Marco Vivio.
- George Pratt, interpretato da Oliver Maltman, doppiato da Luigi Ferraro.

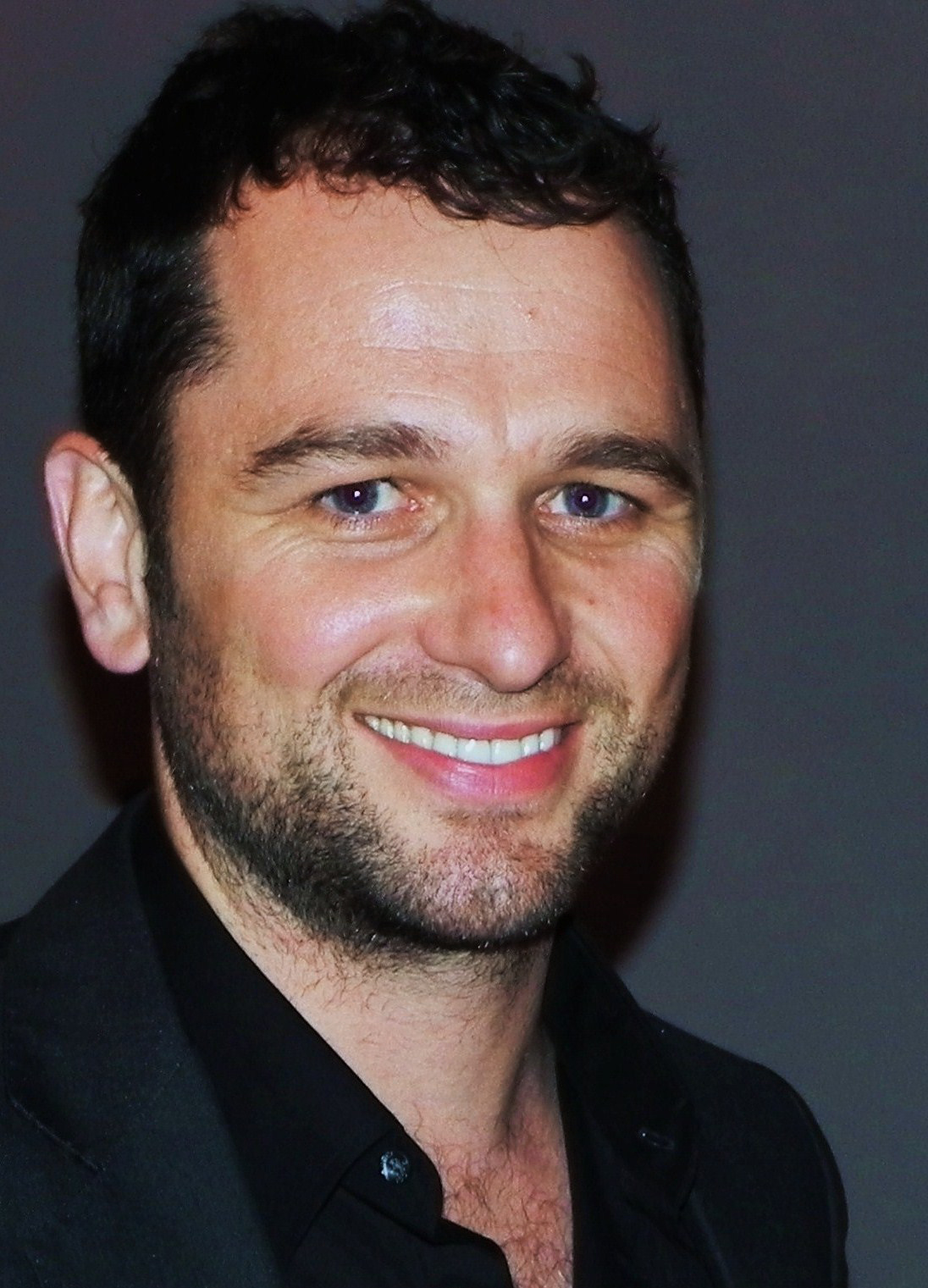
Matthew Rhys
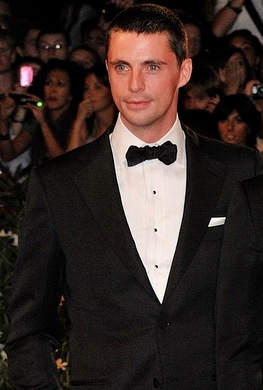
Matthew Goode
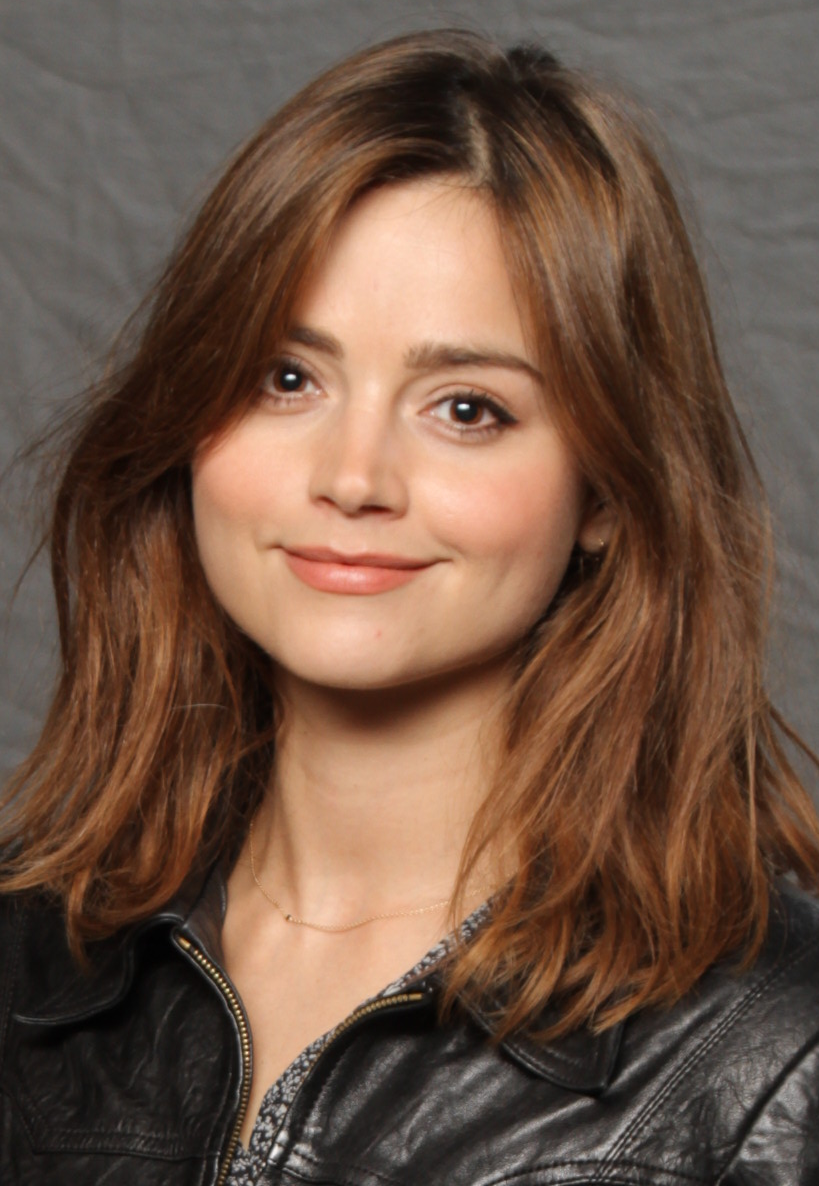
Jenna Coleman
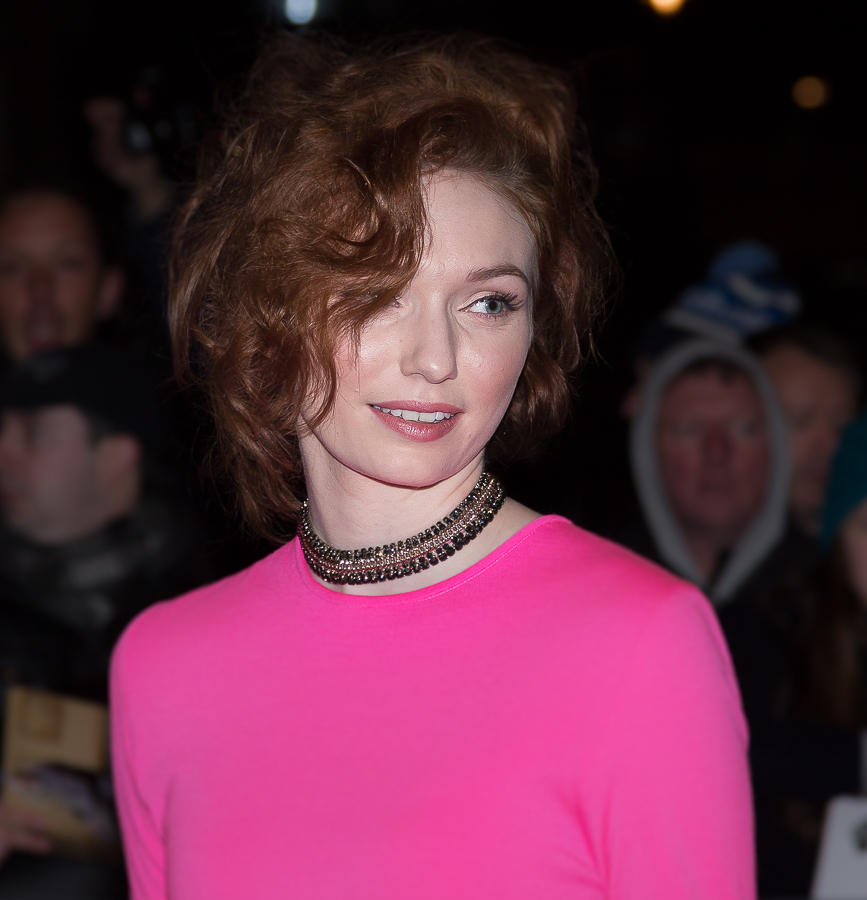
Eleanor Tomlinson
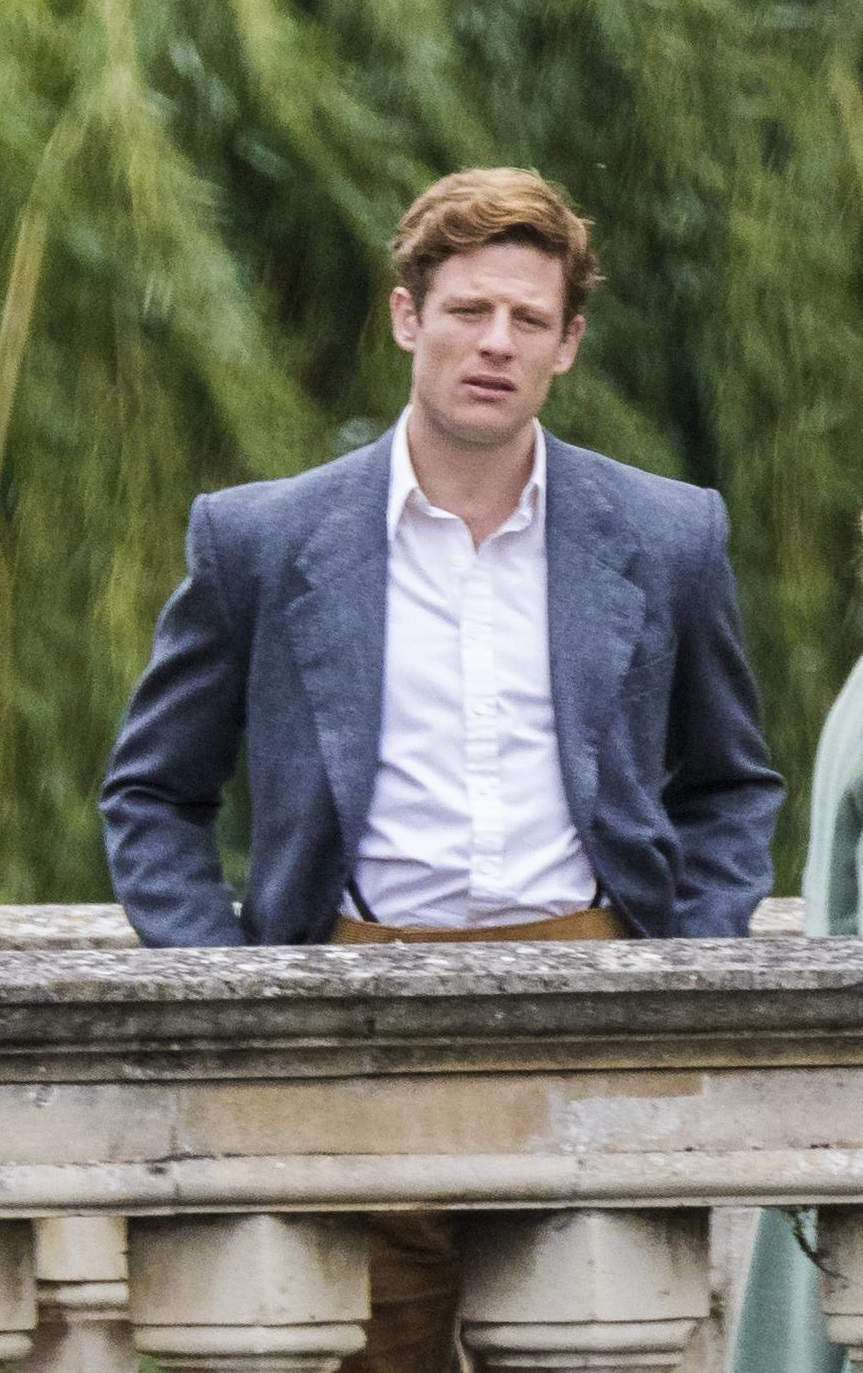
James Norton
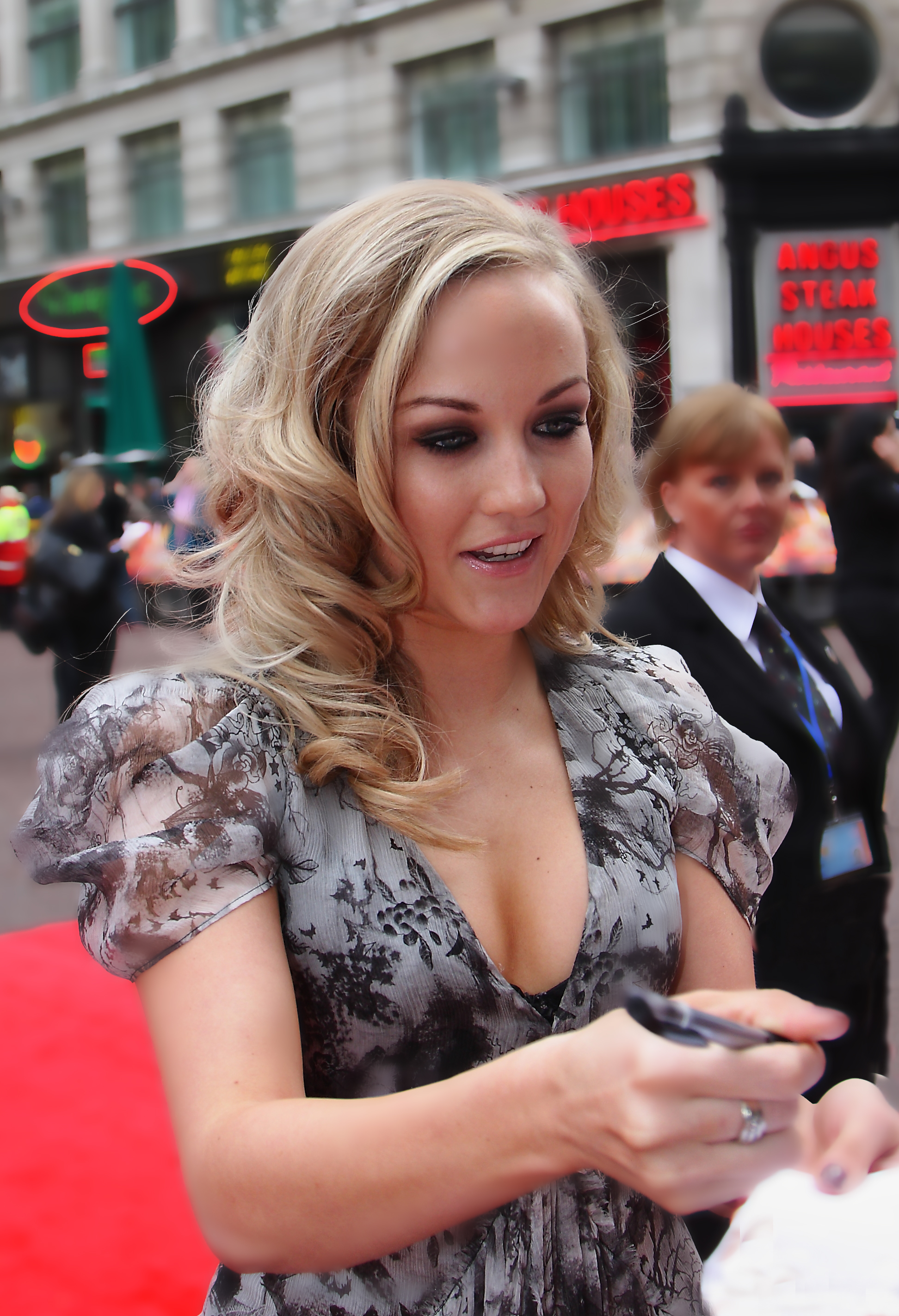
Nichola Burley
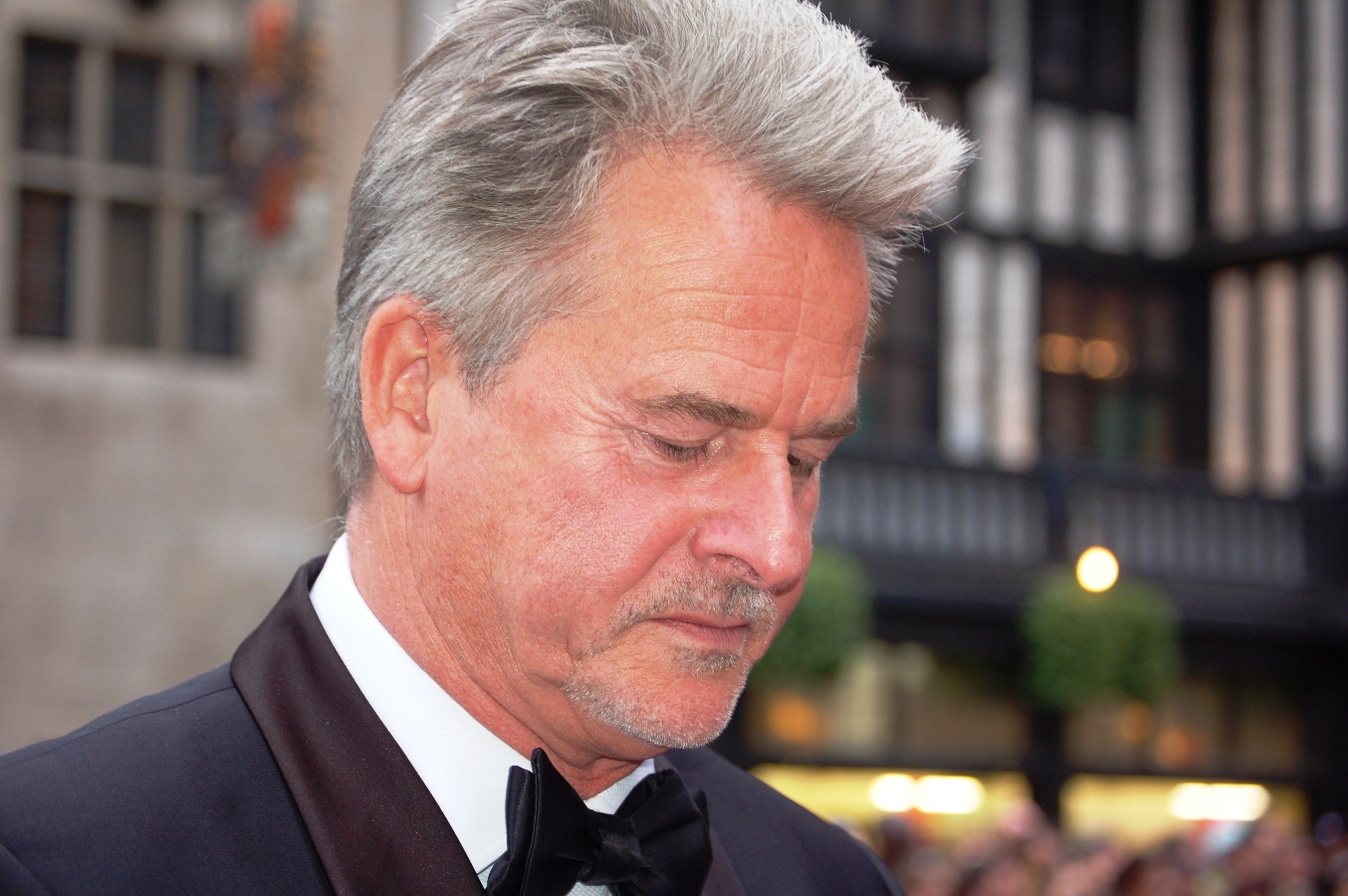
Trevor Eve
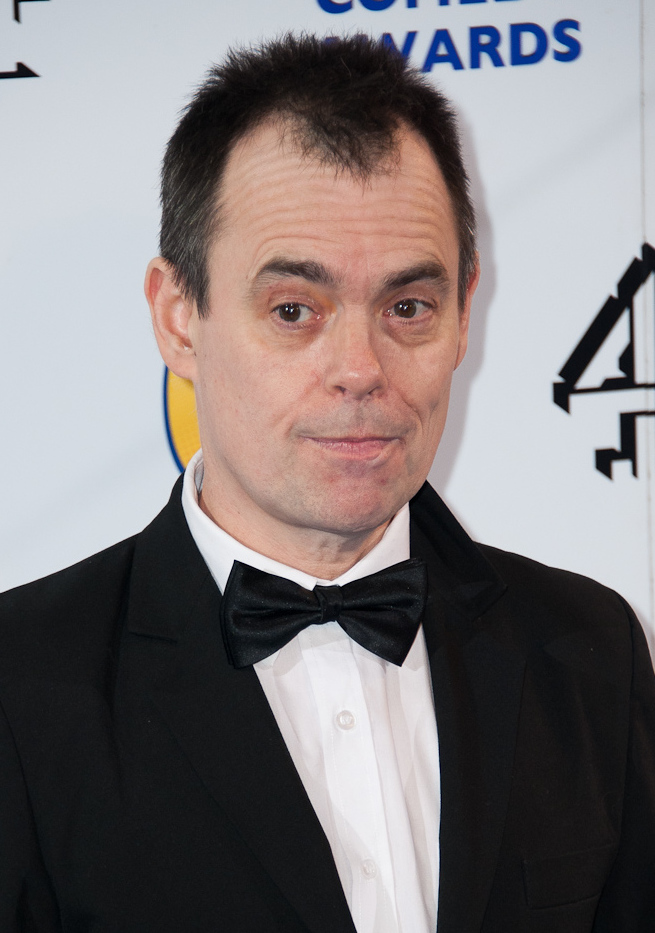
Kevin Eldon

## Produzione

### Casting
Il cast è stato annunciato il 18 giugno 2013. L'attore Tom Ward, che interpreta il colonnello Fitzwilliam, è l'unico membro del cast ad avere precedentemente interpretato un personaggio nella miniserie del 1995 Orgoglio e pregiudizio.

### Riprese
Le riprese sono iniziate nel giugno del 2013 nello Yorkshire e nel Derbyshire. La Chatsworth House nel Derbyshire era usata come esterno di Pemberley e le stanze di Chatsworth, Castle Howard e Harewood House, entrambe nello Yorkshire, erano usate per le scene interne. Inoltre, le aree del National Trust, incluse Hardcastle Crags, l'Abbazia di Fountains, il Parco reale di Studley e Treasurer's House sono state usate per le riprese. La Guildhall di Beverley ha fornito il luogo per un'aula di tribunale. Le scene del patibolo sono state girate su un'impalcatura costruita appositamente fuori dallo York Crown Court, con Wickham che emerge dal cancello della vecchia prigione dei debitori nel Museo di York.

## Accoglienza
La serie è stata accolta positivamente dalla critica. Sull'aggregatore di recensioni Rotten Tomatoes ha un indice di gradimento dell'80% con un voto medio di 6,75 su 10, basato su 20 recensioni. Il commento consensuale del sito recita: "Non trae vantaggio dall'accattonare i paragoni a esempi più consolidati del genere, ma I misteri di Pemberley offre ancora abbastanza intrattenimento per i fan dei misteri del delitto". Su Metacritic, invece ha un punteggio di 66 su 100, basato su 17 recensioni.
Il Guardian ha descritto il tono del primo episodio come rispettoso dell'originale di Austen, ma "non ha paura di distinguersi ed essere la sua stessa cosa molto diversa", descrivendolo come un "mashup" tra il dramma d'epoca e Agatha Christie o L'ispettore Barnaby. Una successiva recensione, sempre del Guardian, ha descritto la serie come "natalizia e praticamente perfetta", elogiando l'aspetto della serie e la "trama soddisfacente".